# Unis
Unis (posiblemente Όννος en griego,  Onnos, transliterado al alfabeto latino) fue un faraón, el noveno y último gobernante de la Quinta Dinastía de Egipto, durante el Imperio Antiguo. Reinó durante 25 a 30 años a mediados del siglo XXIV a. C. (c. 2372-2345 a. C.), al ser el sucesor de Dyedkara Isesi, quien podría haber sido su padre.
Poco se sabe de las actividades durante su reinado, que fue una época de declive económico. Egipto mantuvo relaciones comerciales con la costa levantina y Nubia, y la acción militar pudo haber tenido lugar en el sur de Canaán. El crecimiento y la descentralización de la administración junto con la disminución del poder del rey continuó bajo su reinado, y contribuyó finalmente al colapso del Imperio Antiguo unos 200 años después.
Construyó una pirámide en Saqqara, la más pequeña de las pirámides reales completadas durante el Imperio Antiguo. El complejo funerario que lo acompaña con sus templos altos y del valle unidos por una calzada de 750 metros de largo estaba lujosamente decorado con relieves pintados, cuya calidad y variedad sobrepasa la iconografía real habitual. Además, se convirtió en el primer faraón en tener los Textos de las Pirámides tallados y pintados en las paredes de las cámaras de su pirámide, una innovación importante que fue seguida por sus sucesores hasta el Primer Período Intermedio (c. 2160-2050 a. C.). Estos textos identifican al rey con Ra y con Osiris, cuyo culto estaba en aumento en ese momento, y estaban destinados a ayudar al rey a alcanzar el más allá.
Tuvo varias hijas y posiblemente uno o dos hijos que se cree murieron a temprana edad. Manetón, un sacerdote egipcio del siglo III a. C. a inicios del periodo Ptolemaico y autor de la primera historia de Egipto, afirma que con la muerte de Unis la Quinta Dinastía llegó a su fin. A este lo sucedió Teti, el primer faraón de la Sexta Dinastía, posiblemente después de una breve crisis. Sin embargo, la evidencia arqueológica sugiere que los egipcios en ese momento no hicieron una ruptura consciente con la dinastía anterior y la distinción entre las dinastías Quinta y Sexta podría ser ilusoria.
Su culto funerario, establecido a su muerte, continuó hasta el final del Imperio Antiguo y pudo haber sobrevivido durante el caótico Primer Período Intermedio. El culto todavía existía o revivió durante el último Imperio Medio (c. 2050-1650 a. C.). Esto no impidió que Amenemhat I y Sesostris I (c. 1990-1930 a. C.) desmantelaran parcialmente su complejo mortuorio para aprovechar sus materiales para otras construcciones.
Paralelamente al culto oficial, Unis pudo haber recibido veneración popular como un dios local de Saqqara hasta el periodo tardío (664-332 a. C.), casi 2000 años después de su muerte.

### Fuentes contemporáneas

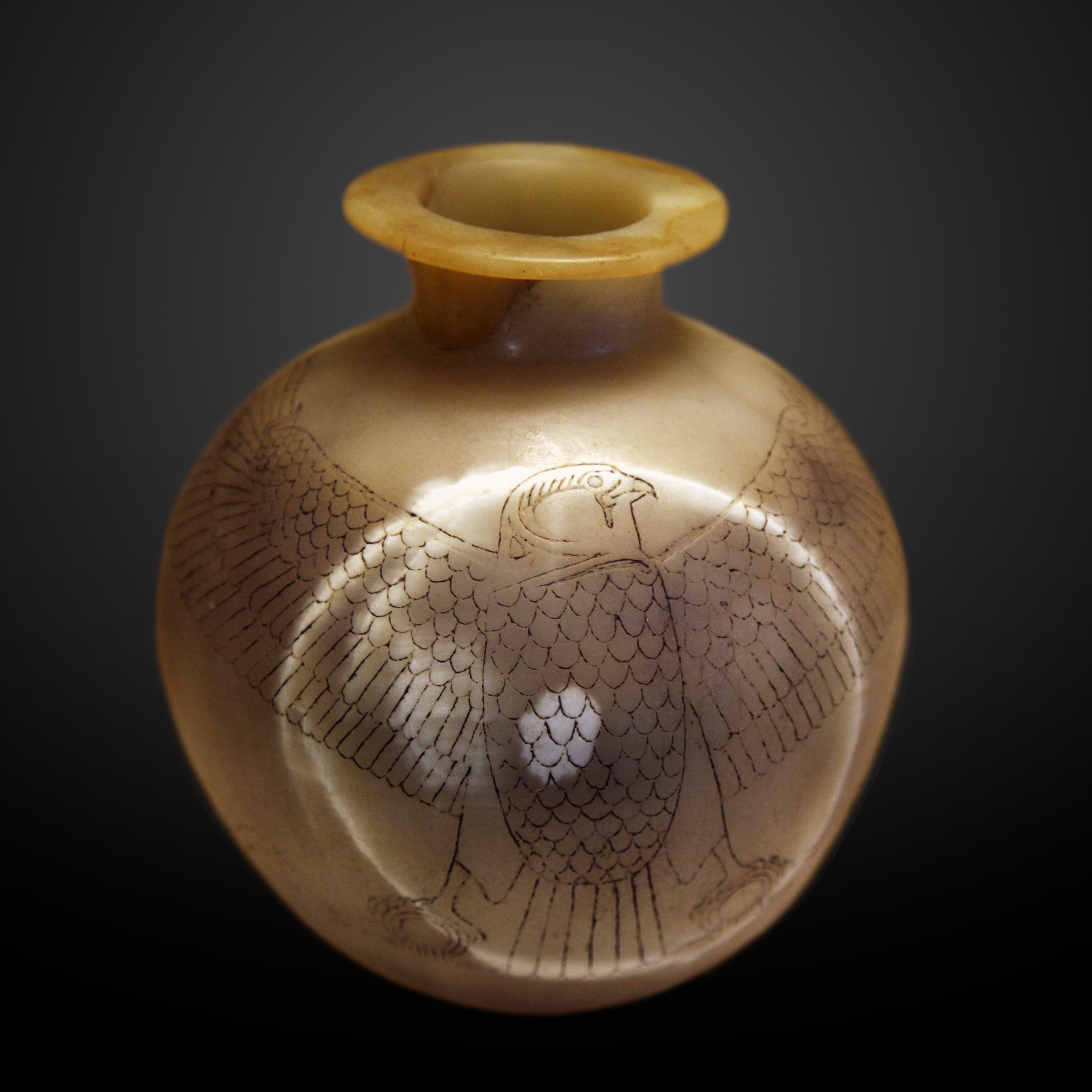
Florero globular de alabastro de Unis, Museo del Louvre.

### Familia

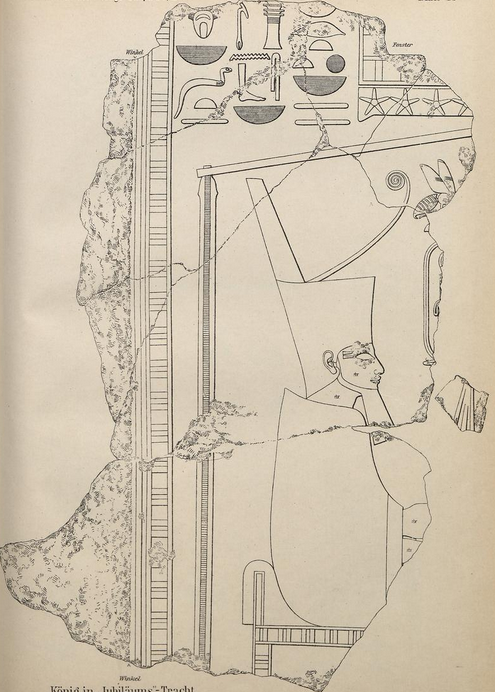
Relieve de Sahura con la túnica del festival Sed similar al relieve que representa el festival Sed de Unis de su complejo mortuorio.

### Ocupaciones

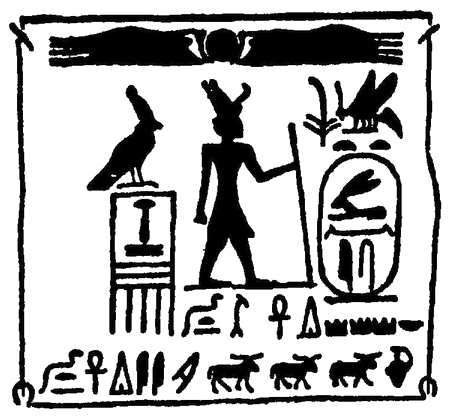
Dibujo de la inscripción en roca de Unis en Elefantina.

#### Comercio y guerra

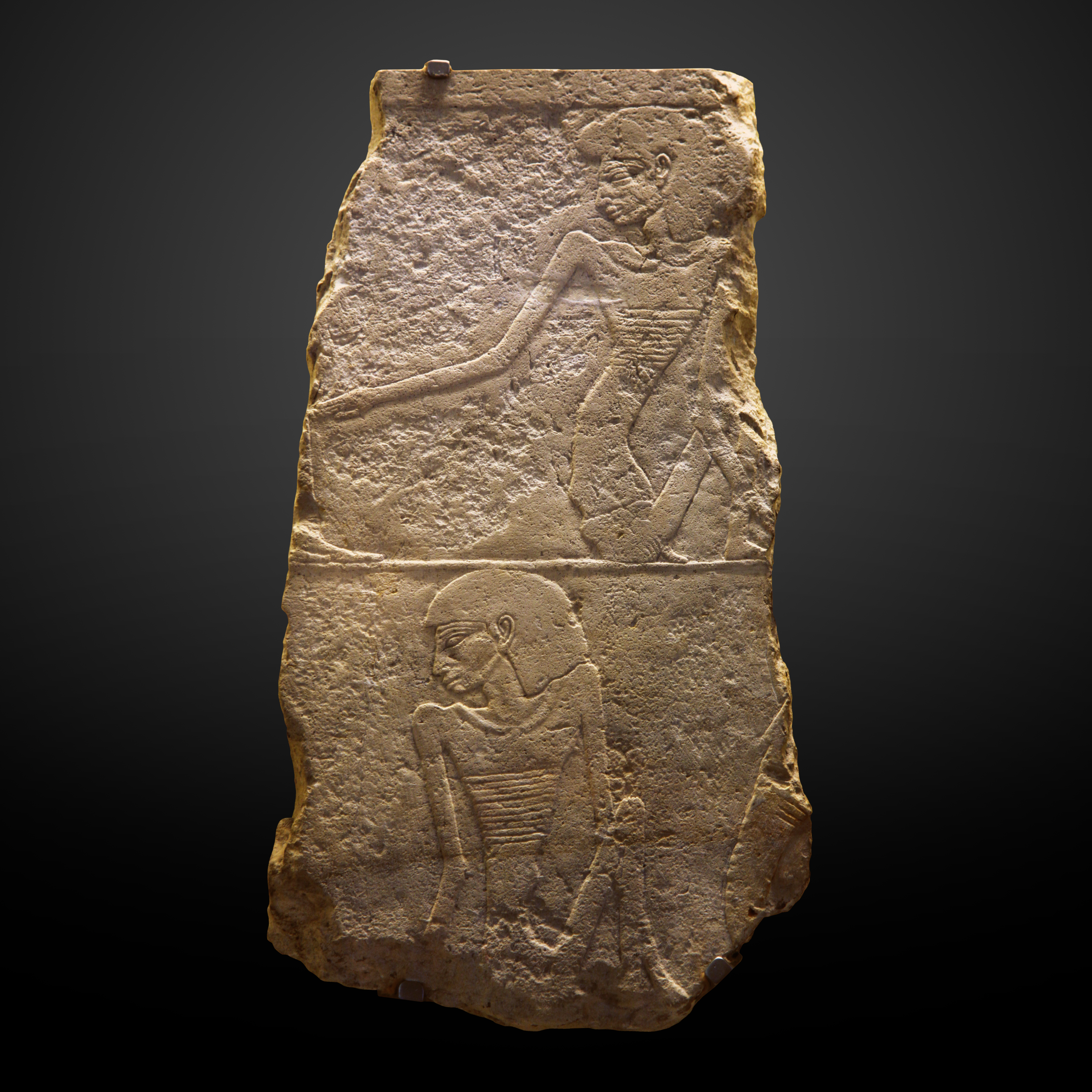
Relieve que muestra nómadas hambrientos de la calzada de Unis en Saqqara.

## Complejo piramidal

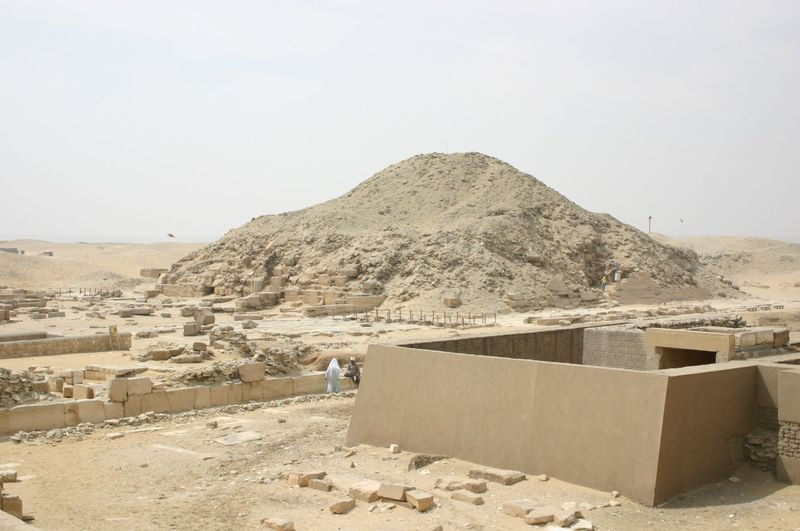
Pirámide de Unis en Saqqara.

### Complejo mortuorio

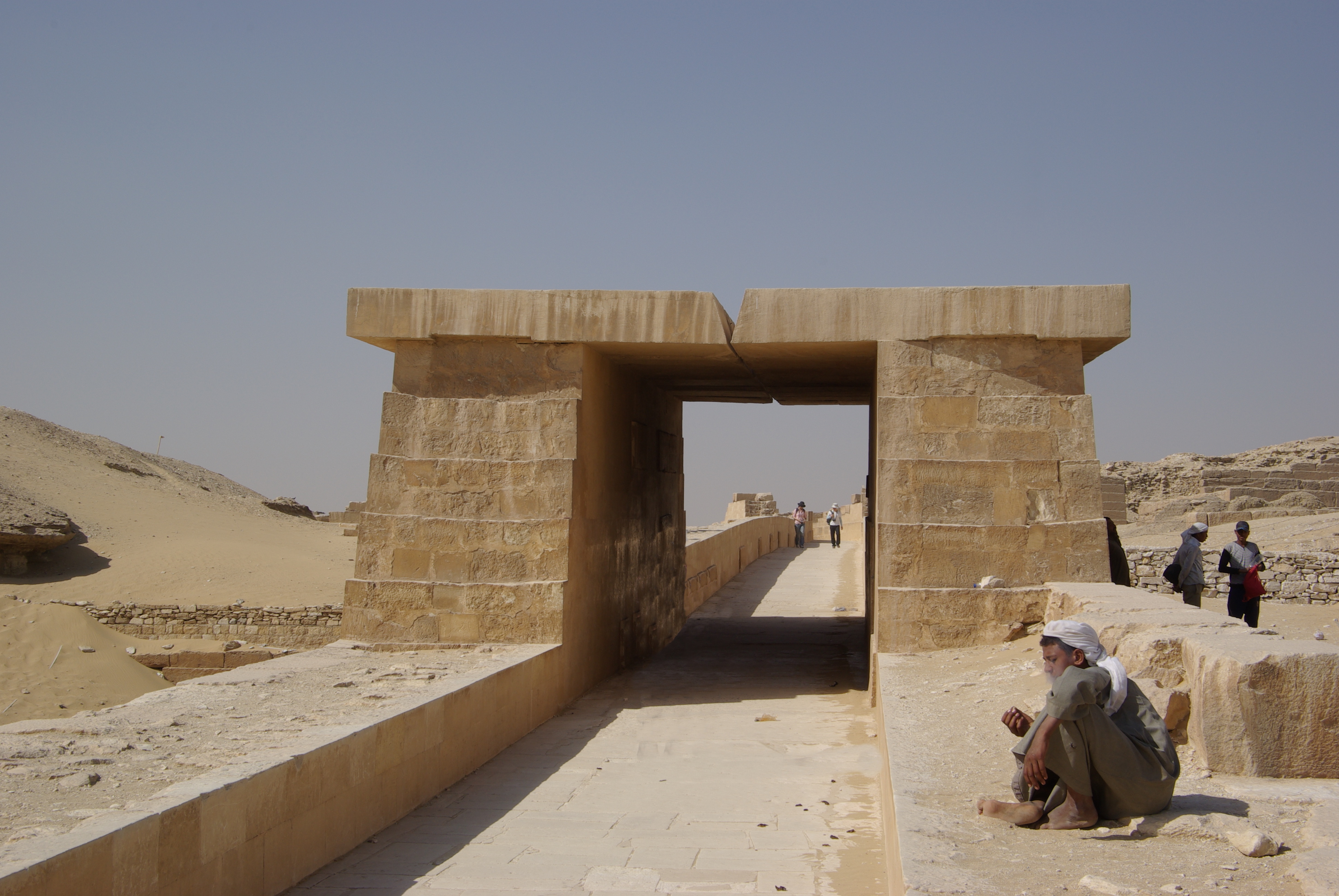
Calzada procesional de Unis en Saqqara.

### Textos de las Pirámides

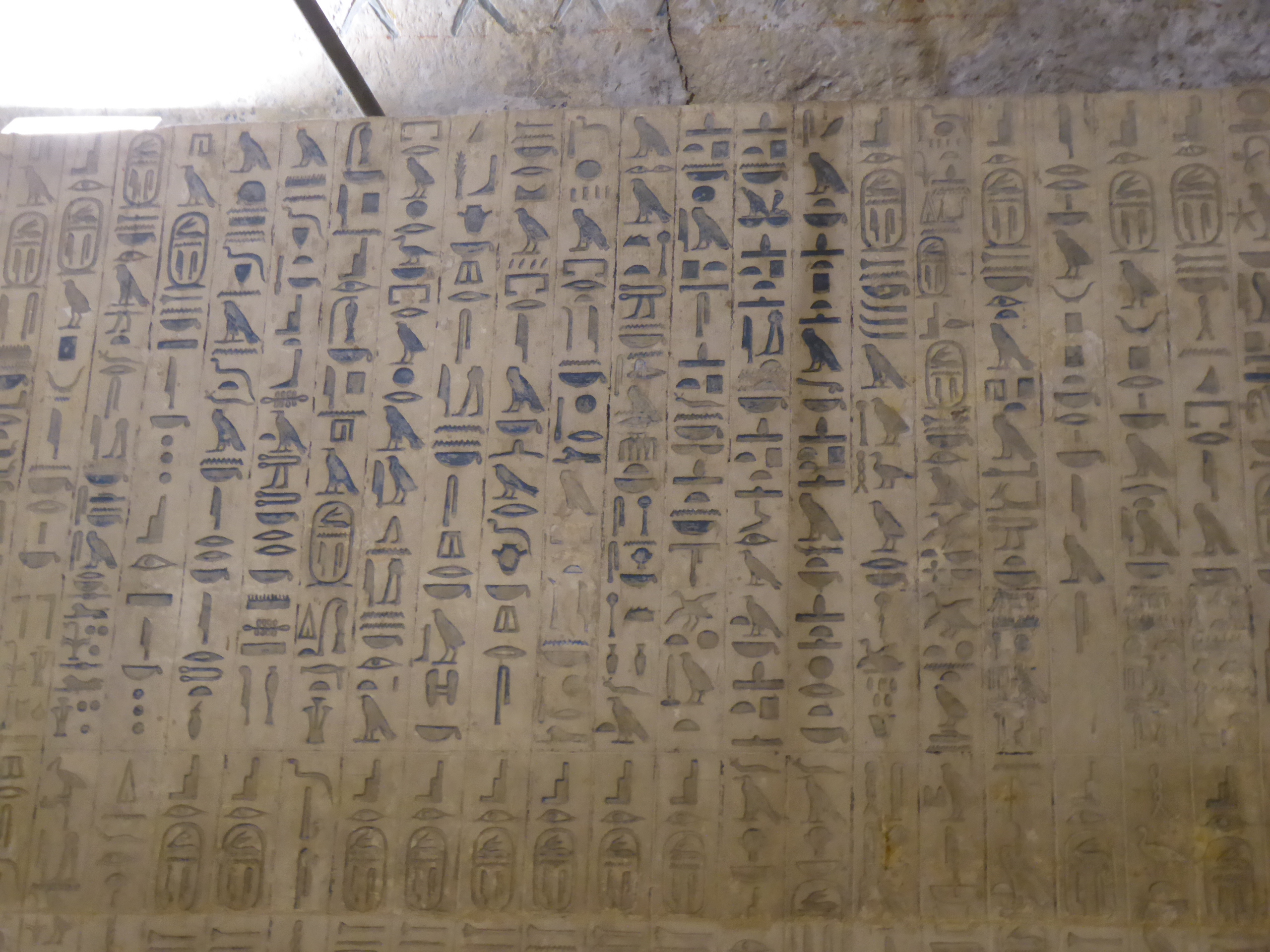
Los Textos de la Pirámide inscritos en las paredes de la cámara funeraria de Unis

## Legado

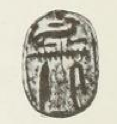
Escarabajo con el nombre de Unis.